# Plectrophora
Plectrophora – rodzaj roślin z rodziny storczykowatych (Orchidaceae). Obejmuje 10 gatunków występujących w Ameryce Środkowej i Południowej w takich krajach jak: Boliwia, Brazylia, Kolumbia, Kostaryka, Ekwador, Gujana, Gujana Francuska, Gwatemala, Meksyk, Panama, Peru, Surinam, Wenezuela.

## Systematyka
Rodzaj sklasyfikowany do podplemienia Oncidiinae w plemieniu Cymbidieae, podrodzina epidendronowe (Epidendroideae), rodzina storczykowate (Orchidaceae), rząd szparagowce (Asparagales) w obrębie roślin jednoliściennych.
Wykaz gatunków
- Plectrophora alata (Rolfe) Garay
- Plectrophora calcarhamata Hoehne
- Plectrophora cultrifolia (Barb.Rodr.) Cogn.
- Plectrophora edwallii Cogn.
- Plectrophora iridifolia (Lodd. ex Lindl.) H.Focke
- Plectrophora schmidtii Jenny & Pupulin
- Plectrophora suarezii Dodson & M.W.Chase
- Plectrophora triquetra (Rolfe) Cogn.
- Plectrophora tucanderana Dodson & R.Vásquez
- Plectrophora zarumensis Dodson & P.M.Dodson